# Hylodes perplicatus
Hylodes perplicatus é uma espécie de anfíbio  da família Leptodactylidae.
É endémica do Brasil.
Os seus habitats naturais são: florestas subtropicais ou tropicais húmidas de baixa altitude e rios.
Está ameaçada por perda de habitat.